# Udo Kießling
Udo Kießling (* 21. Mai 1955 in Crimmitschau) ist ein ehemaliger deutscher Eishockeyspieler. Mit 321 b Einsätzen ist er Rekordnationalspieler der deutschen Herren-Nationalmannschaft. In der Saison 1981/82 spielte er auch ein NHL-Spiel für die Minnesota North Stars und war damit der erste deutsche a Spieler in der NHL-Geschichte.

## Karriere
Als er geboren wurde, war sein Vater Gerhard Kießling Trainer der Eishockeynationalmannschaft der DDR. Seine Eltern flüchteten 1957 mit ihm  nach West-Berlin. In Krefeld, wo sein Vater seine erste Trainerstelle in der Bundesrepublik Deutschland antrat, begann Udo schon vor seinem dritten Geburtstag mit dem Schlittschuhlaufen. Aus Kanada hatte sein Vater für ihn Kinderschlittschuhe mitgebracht. Bei Preussen Krefeld spielte Udo in der Jugend. Auch als sein Vater in Frankfurt eine Stellung angenommen hatte, reiste Udo an den Wochenenden nach Krefeld, um dort zu spielen. Unter der Woche trainierte er mit seinem Vater.
Eine Aufgabe beim DEB brachte seinen Vater nach Garmisch-Partenkirchen. Udo wechselte daher zum SC Riessersee. Dort debütierte er in der Bundesliga gemeinsam mit Ignaz Berndaner. Da die beiden jungen Verteidiger einen guten Eindruck machten, nominierte Nationaltrainer Gerhard Kießling seinen Sohn und Berndaner für den Kader der deutschen Nationalmannschaft für die Eishockey-Weltmeisterschaft 1973.
Der Augsburger EV war nach der Weltmeisterschaft die nächste Station von Kießling. Er konnte den Abstieg des Teams nicht verhindern, wurde aber als einer der besten Verteidiger ins All-Star Team gewählt. 1974 wechselte er in die 2. Bundesliga zum EV Rosenheim, bei dem sein Vater als Trainer engagiert worden war. Er schaffte mit Rosenheim gleich im ersten Jahr den Aufstieg in die Bundesliga. 1982 spielte er sein erstes und einziges NHL-Spiel für die Minnesota North Stars, denn er blieb trotz eines Vertragsangebotes in der Eishockey-Bundesliga.
Insgesamt absolvierte er 1.020 Spiele in der höchsten deutschen Spielklasse und erzielte 881 Scorerpunkte. Mit dem Kölner EC wurde er sechsmal deutscher Meister. International ist er mit 321 b Länderspielen Deutschlands männlicher Rekordnationalspieler – Andrea Lanzl absolvierte bis Februar 2020 322 Länderspiele. Außerdem war Kießling bis 2003 Weltrekordspieler.
Besondere Erfolge waren der Gewinn der Bronzemedaille bei den Olympischen Winterspielen 1976 und die Berufung in das All-Star-Team der Weltmeisterschaft 1987. Insgesamt nahm er fünfmal an Olympischen Spielen und einmal am Canada Cup teil. Verletzungsbedingt beendete er seine aktive Karriere 1996 und wohnt seither in Köln. Sein außergewöhnliches Talent und seine Erfolge wurden mit der Aufnahme in die Hall of Fame Deutschland und die IIHF Hall of Fame gewürdigt.

## Erfolge
- Deutscher Meister mit dem Kölner EC: 1977, 1979, 1984, 1986, 1987, 1988
- Spieler des Jahres: 1977, 1986
- Bundesliga All Star-Team: 1977–1991 15-mal in Serie
- Leonhard Waitl-Trophy: 1977, 1979, 1980, 1985
- Bronzemedaille bei den Olympischen Winterspielen 1976
- All-Star-Team der Weltmeisterschaft 1987

## Karrierestatistik
(Legende zur Spielerstatistik: Sp oder GP = absolvierte Spiele; T oder G = erzielte Tore; V oder A = erzielte Assists; Pkt oder Pts = erzielte Scorerpunkte; SM oder PIM = erhaltene Strafminuten; +/− = Plus/Minus-Bilanz; PP = erzielte Überzahltore; SH = erzielte Unterzahltore; GW = erzielte Siegtore; 1 Play-downs/Relegation; Kursiv: Statistik nicht vollständig)